# Мецн Мурад
Мецн-Мурад (арм. Мурад Великий; Амбарцу́м Бояджя́н) (1867, Хаджин, Киликия — 24 августа 1915, Гесария) — армянский гайдук, активный участник национально-освободительного движения.

## Биография
Амбарцум Бояджиян родился в городе Хаджин (Киликия). Он — младший брат известного гнчакского лидера Мецн-Жирайра, организатора освободительного движения в Малой Армении, убитого турецкими войсками в 1894 году.
Будучи студентом-медиком в Константинополе, Амбарцум (партийная кличка — Мурад) стал членом партии Гнчакян и был одним из руководителей демонстрации в константинопольском районе Кум-Капу 27 июля 1890 года. Демонстрация была совместной акцией партии Гнчакян и Армянской Патриархии, она явилась ответом на резню армян в Эрзуруме в начале июня 1890 года. Демонстранты потребовали от Высокой Порты выполнить, в конце концов, статью 61 Берлинского трактата, которая обязывала Порту провести реформы, долженствующие обеспечить полноправие и безопасность армянского населения. Полиция открыла огонь по мирному шествию, несколько человек были убиты. За голову Мурада османскими властями было обещано 2000 золотых лир (алтынов), но ему удалось бежать в Грецию. Оттуда через Францию он выехал в Америку.
В 1892 г. Мурад высадился в анатолийском порту Александретта, откуда пешком добрался до Сасуна. Он стал одним из организаторов Сасунского восстания. Его соратником был Мигран Таматян. В 1893 году Мецн-Мурад приехал на Кавказ для организации помощи жителям осаждённого Сасуна. Занимался переброской оружия из Русского Закавказья в Сасун. Через год уже стоял во главе Сасунской самообороны, вместе с Андраником, Геворком Чаушом и Грайром. В период с 1 по 15 августа 1894 года они без посторонней помощи воевали против 4-го турецкого батальона Зеки-паши.
Позже Мурад попал в окружение и был арестован и подвергнут пыткам. Мурада приговорили к 101 году тюремного заключения и отправили в тюрьму в Триполи, однако это не помешало его избранию в 1905 году членом ЦК партии Гнчакян. В 1906 году, с помощью друзей из партии, он сбежал из тюрьмы и снова перешёл на нелегальное положение. В 1907 г. перебрался из Триполитании в Египет, где провёл переговоры с крупным армянским политиком Миграном Дамадяном. Из Египта Мецн Мурад выехзл в Европу, оттуда - в США.
После Младотурецкой революции 10 июля 1908 года, Мурад вернулся в Константинополь, поверив общедемократическим лозунгам победителей-младотурок. Мецн-Мурад был членом парламента от Аданы и Сиса. Однако, в 1915 году он был арестован и стал одной из жертв геноцида армян. После долгих мучений, 24 августа 1915 года Мурад и 12 его друзей были повешены в Кесарии.

## Ссылка
- hunchak.org.au